# Анаксагор
Анаксаго́р з Клазомен (дав.-гр. Ἀναξαγόρας, бл. 500 до н. е., Клазомени — бл. 428 до н. е., Лампсак) — давньогрецький філософ досократського періоду, математик, астроном, матеріаліст, друг і соратник Перікла в боротьбі за афінську демократію.
У молодості відмовився від значного спадку та присвятив життя філософії. Анаксагор оселився в Афінах, де увійшов до близького кола друзів Перікла. Перший громадянин Афін високо цінував Анаксагора, навчався у нього філософії та риторики. Противники Перікла звинуватили Анаксагора в «безбожності». Зокрема, йому закидали те, що він називає Сонце не «божественним Геліосом», а «розпеченою брилою». Філософ був змушений залишити Афіни й оселився в Лампсаку, де й помер близько 428 року до н. е.
Анаксагор запропонував одну з перших космогонічних теорій. За його вченням, будь-яка матерія складається з «насінин усіх речей» або гомеомерій. Усі вони перебували в стані нерухомої «первинної суміші», доки Нус (близький за змістом переклад — «Розум») не надав їй потужного кругового руху. Спричинений «Розумом» космічний вир сприяв розділенню «первинної суміші» на окремі компоненти. У центрі космосу почали накопичуватися тверді частинки, з яких утворилася Земля. Від краю земного диска могли відриватися уламки, які потрапляли у навколишній космос. Під впливом «ефірного жару» вони розжарювалися й починали світитися. Сонце — найбільша з таких брил, що відокремилися від Землі, зорі — менші камені, які утримуються відцентровою силою обертання.
Правильне, з наукової точки зору, тлумачення Анаксагором природи сонячних і місячних затемнень, навколо яких побутували різні вигадки й легенди, стало важливим етапом у розвитку науки. Вчення Анаксагора протиставило науку забобонам і підірвало авторитет жерців і провісників. Анаксагор став першим, хто висунув у ролі першооснови нематеріальну сутність. Його переїзд із іонійського міста Клазомени до Афін символізував перенесення культурного центру Еллади з Малої Азії до Аттики. Учень Анаксагора, уродженець Афін Архелай, був учителем Сократа, а той, своєю чергою, — наставником Платона. Таким чином, доксографічна традиція вважає Анаксагора засновником афінської філософської школи.

## Життєпис
Анаксагор народився в родині заможних і знатних батьків в іонійському місті Клазомени близько 500 року до н. е. Його батько, Гегесибул або Евбул, після смерті залишив значну спадщину. Проте Анаксагор відмовився від батьківського майна та вирушив у мандри. Згодом він оселився в Афінах — місті, що на той час переживало період стрімкого розквіту. Після перемоги над перським військом під командуванням «царя царів» Ксеркса Афіни стали політичним і культурним центром Еллади.

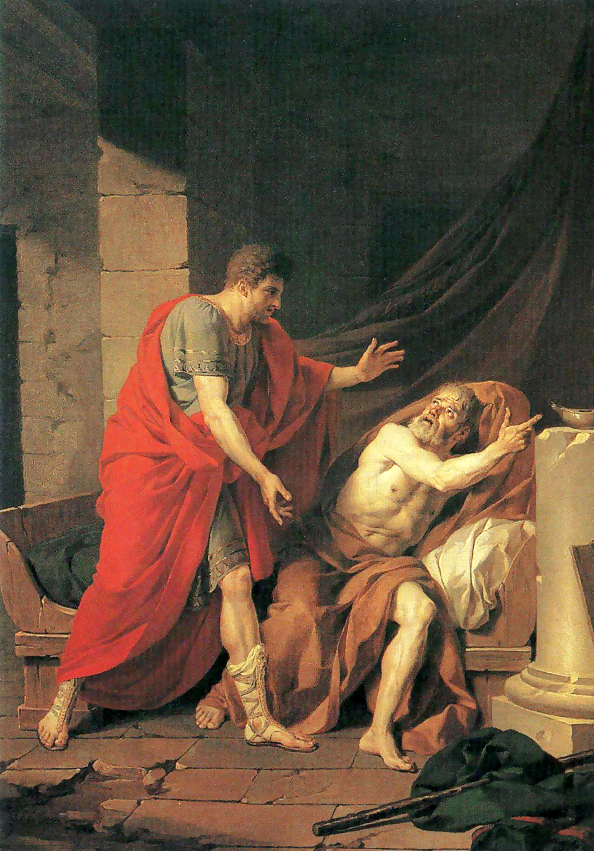
«Перікл і Анаксагор». Ж.-Ш. Перрен

В Афінах Анаксагор був чужинцем — метеком, а тому не мав права брати участь у політичному житті поліса. Попри це, він став однією з впливових постатей міста. Він належав до тісного кола афінської інтелігенції, сформованого коханою Перікла — Аспасією. Сам Перікл, перший громадянин Афін, шанував філософа, дослухався до його думок і порад. Платон у діалозі «Алківіад Перший» передає поширену думку, що Перікл став видатним державним діячем завдяки спілкуванню з багатьма мудрецями, серед яких був і Анаксагор. У давній традиції філософа також зображують як учителя Перікла з красномовства. Плутарх описує таку історію:
|  | Одного разу, коли Перикл був дуже заклопотаний, старий Анаксагор лежав без догляду, накривши голову, щоб померти, заморивши себе голодом. Коли про це дізнався Перикл, він, схвильований, негайно прибіг до старого й почав умовляти його відмовитися від свого наміру, оплакуючи не його, а себе, бо втрачав такого порадника в державних справах. Тоді Анаксагор відкрив голову й сказав: «Перикле, той, хто потребує лампи, підливає в неї олії». |

Наприкінці 430-х років до н. е. політичні опоненти Перікла розпочали серію судових переслідувань його найближчого оточення. Відомості про суд над Анаксагором суперечливі. Його обвинувачем називають Клеона або Фукідіда. Імовірно, існував тимчасовий союз між радикальними демократами, яких представляв Клеон, і аристократичною партією під проводом Фукідіда. Анаксагору закидали «безбожність», адже він вважав Сонце «вогняною брилою», що суперечило уявленням про божественного Геліоса, а також звинувачували у «перській зраді». За однією версією, його захищав сам Перікл. Перікл запитав: «Чи дає моя поведінка привід для звинувачень?» Отримавши заперечну відповідь, сказав: «А я ж учень цього чоловіка. Тож не вірте наклепам і не страчуйте його, а послухайте мене й відпустіть». За іншою версією, Перікл допоміг філософу втекти з Афін до суду. Анаксагора визнали винним. Його засудили до сплати штрафу в п'ять талантів і вигнання, або заочно присудили до страти.
Діоген Лаертський з посиланням на Сатіра Перипатетика передає легенду, згідно з якою звістка про вирок прийшла до Анаксагора одночасно з новиною про смерть його синів. Він сприйняв удари долі по-філософськи. Стосовно загибелі дітей він сказав: «Я знав, що вони народилися смертними», а про смертний вирок зауважив: «Адже й мені, й їм давно вже винесла вирок сама природа!».
Останні роки життя Анаксагор провів у заможному торговельному місті Лампсак на березі Геллеспонту. Місцеві мешканці з великою повагою ставилися до вигнаного філософа. Тут він і помер близько 428 року до н. е. За однією з легенд, перед смертю друзі запропонували перенести його тіло для поховання на батьківщину — в Клазомени. На це Анаксагор відповів: «У цьому немає потреби — шлях до підземного світу однаковий з будь-якого місця». Після його смерті в Лампсаку ще довго щорічно влаштовували дитячі свята на його честь. Над могилою Анаксагора помістили напис: «Тут спочиває Анаксагор, який у своїх пошуках істини досяг самих небес» (дав.-гр.: ἐνθάδε, πλεῖστον ἀληθείας ἐπὶ τέρμα περήσας οὐρανίου κόσμου, κεῖται Ἀναξαγόρας).

## Еволюція наукових і філософських поглядів Анаксагора

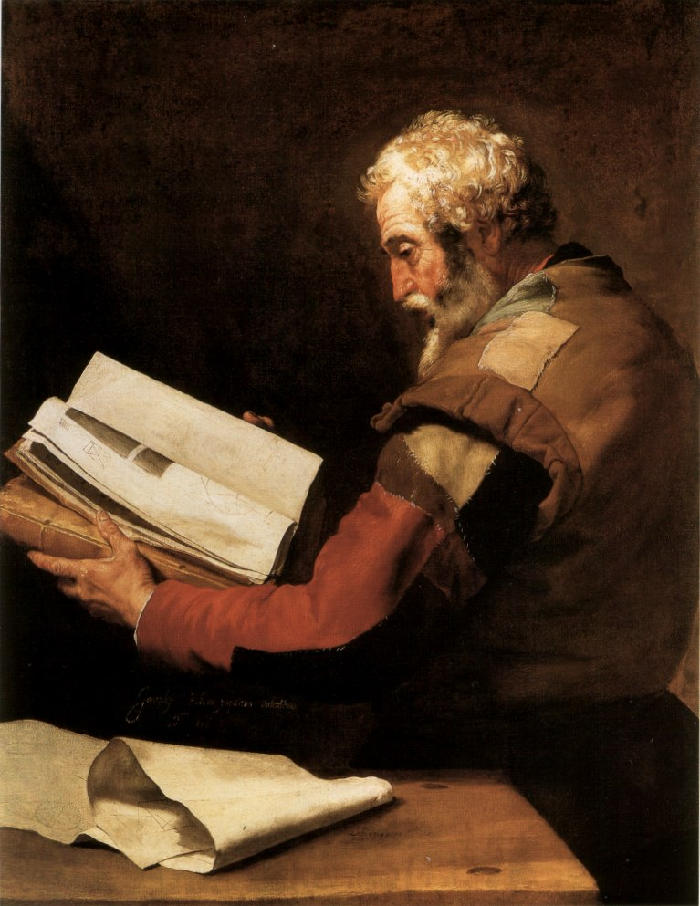
«Анаксагор», картина Хосе де Рібери (1636)

На світогляд Анаксагора вплинули праці філософів мілетської школи — Анаксимандра й Анаксимена, а також, імовірно, елеата Мелісса. Хоча Анаксагор народився вже після смерті Анаксимена, у доксографічній традиції його часто зображають як його учня. У молоді роки основну увагу Анаксагор приділяв космологічним проблемам, якими займався Анаксимен. Водночас самого Анаксагора важко назвати астрономом. Космос вражав його досконалою впорядкованістю, яка, на його думку, не могла бути наслідком випадкових подій, а свідчила про наявність розумного начала. Згодом він позначив це начало словом «Νούς» (грец. Nous), що сучасники тлумачили як «Розум».
З космологічною концепцією Анаксагора пов'язують подію 476/475 року до н. е. Античні джерела стверджують, що філософ нібито передбачив падіння великого метеорита біля гирла річки Егоспотами у Малій Азії. Оскільки передбачити таку подію неможливо, найімовірніше, падіння метеорита античні греки сприйняли як підтвердження вчення Анаксагора про те, що небесні тіла можуть зійти з орбіти та впасти на Землю внаслідок потрясінь. Можливо, Анаксагор дійсно відвідав місце падіння метеорита, а народна чутка приписала йому здатність передбачати події космічного масштабу.
Фізичну теорію Анаксагор розробив уже в пізні роки життя. Вона значною мірою спиралася на ідеї Парменіда, а також, можливо, на вчення про елементи Емпедокла та атомістику Левкіппа. Підсумки своїх науково-філософських пошуків він виклав у єдиному відомому творі — «Про природу». Від цього трактату збереглися лише фрагменти, переказані іншими античними авторами. Імовірно, праця складалася з кількох книг: у першій викладалися космогонія та засади теорії матерії, наступні були присвячені конкретним питанням фізичної географії, біології (зокрема ембріології), психології (наприклад, проблемі відчуттів) тощо. На час написання трактат охоплював майже всю сукупність знань «про природу».
Плутарх писав, що під час ув'язнення Анаксагор займався проблемою квадратури кола. Втім, достеменних відомостей про результати цих занять не збереглося.

## Вчення

### Космогонія і космологія
У центрі вчення Анаксагора була концепція походження й еволюції космосу. Подібно до своїх попередників Анаксимандра та Анаксимена, Анаксагор вважав, що світ спочатку перебував у безформному стані. Однак, на відміну від інших філософів, які виділяли «первинний елемент» (повітря, вогонь, воду тощо) як основу виникнення всього іншого, Анаксагор запропонував теорію «первинної суміші». За його вченням, ця суміш містила в собі всі елементи («існуючі речі»). Усі складові перебували в стані спокою, доки не з'явився зовнішній чинник, який Анаксагор назвав «Νοῦς» («Розум»). Концепція «первинної суміші» не має аналогів у міфології та релігійних уявленнях народів Еллади. Анаксагор вперше сформулював її, що стало важливим кроком уперед у розвитку грецької наукової думки.
«Розум» надав первинній суміші потужного кругового руху. Викликаний «Розумом» космічний вихор спричинив розділення первинної суміші на окремі складові. Першими відокремилися повітря й ефір. У центрі почали накопичуватися щільні, вологі й холодні компоненти, які згодом ущільнилися та утворили Землю, що має вигляд сплющеної коржа. Згідно з Анаксагором, Земля розташована в центрі космосу й утримується в повітрі, яке знаходиться під нею.
На наступному етапі, згідно з ученням Анаксагора, виникли Сонце, Місяць і зорі. Ядро космосу, в якому розташований центр Землі, перебуває в нерухомому стані, натомість як ефірна оболонка продовжує обертатися з великою швидкістю. Камені можуть відірватися з краю земного диска, нагрітися під впливом «ефірного жару» і почати світитися. Сонце — найбільша з таких розжарених брил, «за розмірами перевищує Пелопоннес». Місяць — ще одна відірвана від Землі брила, а зорі — дрібні камінці, які утримуються відцентровою силою обертального руху. Під впливом зовнішніх чинників вони можуть зісковзнути зі своїх орбіт і впасти назад на Землю. Саме таким «падінням зорі» Анаксагор вважав велетенський егоспотамський метеорит.
Анаксагор був одним із перших, хто стверджував, що Місяць світить відображеним світлом, яке отримує від Сонця, а не створює світло сам по собі. Ми знаємо про це через фрагмент одного з його творів, перекладеного як «сонце дає місяцю яскравості».
На думку Анаксагора, Місяць розташований ближче до Землі, ніж Сонце й зорі. На його поверхні розжарені ділянки чергується з холоднішими регіонами, що нагадують земну поверхню. Філософ навіть припускав можливість існування життя на Місяці. Виходячи зі своїх уявлень, Анаксагор дав по суті правильні пояснення місячних та сонячних затемнень. Ці астрономічні явища цікавили філософів і до нього. Антична традиція приписує Фалесу здатність точно передбачати затемнення. Однак заслугою Анаксагора стало те, що він не лише осмислив природу цих явищ, а й поширював свої висновки в суспільстві. Плутарх описує історію, як Перікл, скориставшись знаннями, отриманими від Анаксагора, заспокоїв керманича під час сонячного затемнення 431 року до н. е.:
|  | Уже війська сіли на кораблі, й сам Перикл піднявся на свою трієру, як раптом сталося сонячне затемнення, запанувала темрява, всі злякалися, сприйнявши це як зловісне знамення. Перикл, бачачи жах і розгубленість керманича, підняв свій плащ перед його очима і, накривши його, запитав, чи вбачає той у цьому нещастя або знак якогось лиха. Той відповів, що ні. «Тож чим же це явище відрізняється від того, — сказав Перикл, — окрім того, що предмет, який викликав темряву, більший за плащ?» |

Щодо Чумацького Шляху Анаксагор висловив гіпотезу, що це ділянка нічного неба, куди не досягають сонячні промені, бо на їхньому шляху знаходиться земний диск. Як саме філософ пояснював незмінне розташування Чумацького Шляху на небосхилі, чому він не переміщується відповідно до руху розжареного Сонця під нижньою поверхнею Землі, і чи взагалі порушував це питання — невідомо.

### Фізична географія
Уявлення Анаксагора про природу блискавки та грому дійшли до нас завдяки працям Арістотеля. Коли гарячий ефір проникає в ділянку простору, де міститься холодне повітря, виникає блискавка, а після її згасання — грім. Сам ефір відрізняється від повітря кількома властивостями: він сухіший, легший, гарячіший і розрідженіший. Невеликі об'єми ефіру спричиняють появу блискавиць.
Подібний механізм, на думку філософа, спричиняє й землетруси: ефір проникає під землю, а потім, шукаючи вихід, струшує її поверхню.
Анаксагор також намагався дати пояснення іншим метеорологічним явищам — таким як град, веселка тощо. Град, за його словами, — це той самий дощ, що утворився на великій висоті, де значно холодніше, оскільки там не відчутна дія відбитого від Землі тепла сонячних променів. Веселку ж Анаксагор вважав результатом відбиття сонячних променів від щільних хмар.

### Теорія матерії
Сучасне розуміння вчення Анаксагора значною мірою базується на інтерпретації його текстів Арістотелем. Матерія, за Анаксагором, складена з безлічі «насінин усіх речовин», які у викладі Арістотеля називаються гомеомеріями (у буквальному перекладі — «подібночастинні»). Кожна частинка гомеомерії за своїми властивостями подібна до цілого. У системі Арістотеля гомеомерії становили проміжну форму організації матерії між чотирма основоположними елементами (вода, повітря, вогонь, земля) та неподібночастинними утвореннями (тварина, риба тощо). Подібночастинними речовинами він називав золото, мідь, а також частини «неподібночастинних утворень» (волосся, м'язи тощо). Втім, у цьому випадку, ймовірно, Арістотель приписував Анаксагору власні уявлення про будову матерії.
На основі критичного аналізу свідчень Арістотеля робили кілька спроб реконструювати погляди Анаксагора на основі збережених фрагментів його вчення. Це призвело до появи широкого спектру суперечливих інтерпретацій. У підсумку дослідники визнали, що, навіть якщо передача теорії Анаксагора Арістотелем не була абсолютно точною, вона є найбільш наближеною до дійсності.
З вчення про гомеомерії випливає принцип, який є одним із перших формулювань закону збереження маси:
|  | Про виникнення і знищення елліни мають хибну думку: адже жодна річ не виникає і не знищується, а з’єднується з наявного і розділяється. І тому правильніше було б називати виникнення — з’єднанням, а знищення — розділенням. |

Усі елементи-гомеомерії перебували в первинній суміші. Вони не зникли після розділення — їх не стало більше чи менше. Вони не виникають і не зникають, а існують вічно. Однак тепер Анаксагору доводилося відповісти на запитання: «Як предмети змінюються й набувають нових властивостей?». Найнаочніше це можна пояснити на прикладі харчування й росту живих організмів. Адже для того, щоб на дереві з'явилося листя, потрібні волога й ґрунт. «Як із не-волоса міг виникнути волос, а м'ясо — з не-м'яса?» — запитував Анаксагор. Для розв'язання цієї проблеми він запропонував теорію «універсальної суміші» — «У всьому є частка всього». Тобто в кожній речовині міститься багато частин інших субстанцій, а її властивості визначаються домінуванням тих чи інших гомеомерій. Їжа містить усі ті ж частки, з яких складається організм. У шлунку з неї вилучаються гомеомерії крові, кісток тощо, а сам процес живлення є виділенням і засвоєнням однорідного.
Анаксагор доповнив теорію універсальної суміші двома додатковими положеннями. Перше стосувалося відносності великого й малого. Будь-яке макове зернятко містить у собі стільки ж типів гомеомерій, скільки й увесь космос. Воно є малим лише в порівнянні з чимось більшим. Якщо ж розглядати його ізольовано від навколишнього світу, то його можна вважати як великим, так і малим. Із відносності великого й малого закономірно випливав принцип нескінченного поділу речовини. «У малого немає найменшого, бо завжди є ще менше…». Ця теорія протистоїть вченню про неподільні частинки — атоми Левкіппа й Демокріта. Ймовірно, Анаксагор створив свою концепцію в межах наукової полеміки зі своїми сучасниками.
На думку Анаксагора, органи чуття сприймають ту гомеомерію, яка переважає в конкретному предметі. Рівномірний розподіл існував лише у «первинній суміші», доки Розум не привів її у рух.

### «Нус»— космічний Розум
Описуючи свою теорію матерії, Анаксагор не згадував про «Розум», який спричинив рух гомеомерій первинної суміші. Виходячи з цього, сучасні дослідники доходять висновку, що він не вважав «Розум» матеріальною субстанцією. «Нус» не лише спричинив первинний рух, що призвів до формування космосу у його сучасному вигляді, а й передбачив наслідки цього процесу. Таким чином, увесь розвиток космосу був, так би мовити, закладений у первинному русі, який «Розум» надав інертній суміші.
Один із фрагментів вцілілих творів Анаксагора містить вислів: «У всьому є частка всього, крім Розуму, але існують і [такі речі], в яких міститься й Розум». Більшість дослідників античної філософії трактують цю фразу як вказівку на наявність «Розуму» в одухотворених організмах. Існує припущення, що Анаксагор визнавав присутність частки «Розуму» також у рослинах і кристалах. Для живих істот «Розум» має таке ж значення, як і для космосу загалом. Саме він визначає їхній розвиток з моменту зародження.
Анаксагорів «Розум» привертав увагу не лише античних мислителів, а й філософів Нового часу, які намагалися дати власну інтерпретацію того, що мав на увазі Анаксагор. Для Гегеля «Нус» — це універсальний розум, логічний принцип формування космосу. У розумінні Фрідріха Ніцше: «Анаксагорів дух — художник, а саме великий геній механіки й архітектури, який створює за допомогою простих засобів грандіозні форми і шляхи, своєрідну рухому архітектуру, але завжди з тією сваволею, що лежить у глибині душі митця».

### Математика
Антична традиція зараховувала Анаксагора до геометрів, проте це твердження є дискусійним, оскільки в джерелах відсутні згадки про конкретні результати його занять геометрією. Повідомлення Плутарха про те, що у в'язниці філософ займався розв'язанням задачі квадратури круга, може свідчити про його добру обізнаність у геометрії. Окрім того, Анаксагор цікавився перспективою. Він є першим за часом життя античним мислителем, якого згадують у контексті цієї проблеми.
Про заняття Анаксагора геометрією також свідчить фрагмент із твору римського архітектора й механіка Вітрувія: «Вперше в Афінах Агафарх, коли Есхіл ставив трагедію, оформив сцену та залишив дослідження з цього приводу. За його прикладом Анаксагор і Демокріт написали праці з того ж питання: яким чином слід із центру, розміщеного в певному місці, проводити лінії згідно як із зором ока, так і з поширенням променів відповідно до природної пропорції, щоб у сценічних декораціях існуючі зображення справляли враження про неіснуючі речі, і щоб із предметів, зображених в одній і тій самій площині, одні здавалися відсунутими назад, а інші — висунутими наперед».

## Оцінки особистості. Внесок у розвиток науки та філософії
Анаксагор, як видатна постать, привертав увагу сучасників. Незвичним для греків було його байдуже ставлення до рідного полісу та відсутність локального патріотизму. Згідно з однією з легенд, на запитання: «Невже тебе зовсім не цікавить батьківщина?» — Анаксагор вказав на небо і відповів: «Боже борони! Батьківщина мене дуже навіть цікавить». Такий космополітизм згодом став характерним для філософів епохи еллінізму, хоча за часів греко-перських воєн він був винятковим явищем.
У пам’яті сучасників також закарбувалися його зневага до матеріальних благ, незмінна серйозність і духовна стійкість за будь-яких обставин. Стриманість і витримку Анаксагора відобразив один із його учнів — Евріпід, якого, згідно з одним з Оксіринхських папірусів, навіть судили як послідовника Анаксагора. У трагедії «Алкеста» подано такий епізод:
І справді, гідна сліз
У нас була подія:
Син у батька помер —
Той єдиний був у нього.
Та витримав він горе;
Сивина сріблила скроні —
Життя йшло вже до заходу.

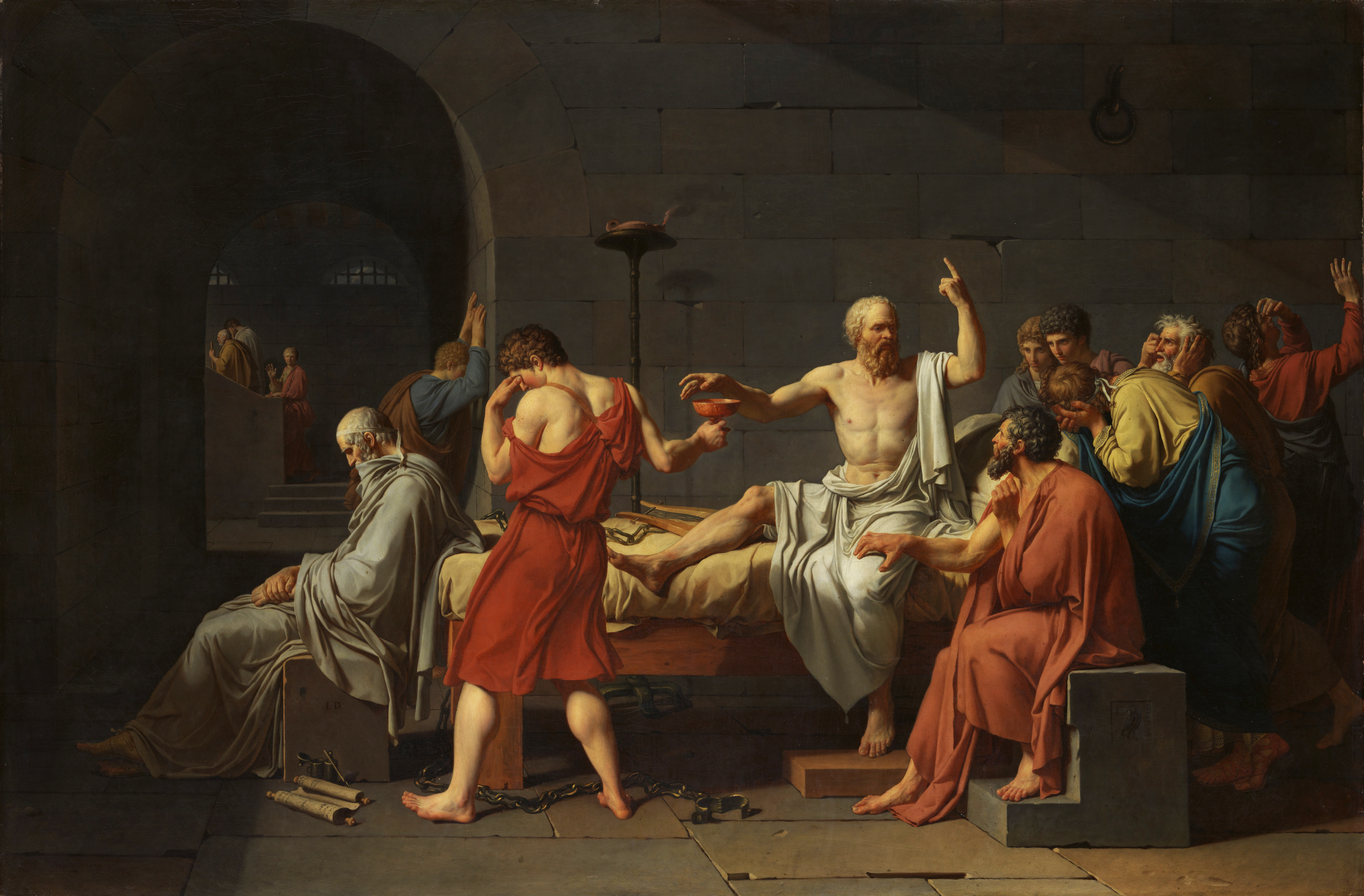
Жак-Луї Давід. «Смерть Сократа». У діалозі «Федон» Платон передає слова Сократа за годину до страти: «Коли при мені одного разу читали вголос місце з твору Анаксагора, де він говорить, що розум є впорядником і причиною світу, я дуже зрадів такій причині й вирішив, що, якщо це справді так, то розум упорядкує все якнайкраще... Розмірковуючи над усім цим, я прийшов до втішної думки, що знайшов в особі Анаксагора вчителя щодо причин буття... Але ця райдужна надія швидко зникла, коли я побачив, що Анаксагор зовсім не використовує розуму як причини і не вказує на жодну причину для виникнення речей...»

Переїзд Анаксагора з батьківщини Фалеса, Геракліта та інших видатних філософів Іонії до Афін символізував перенесення культурного центру Еллади з Малої Азії до Аттики. Його учень, уродженець Афін Архелай, став учителем Сократа, який, своєю чергою, був наставником Платона. Таким чином, саме Анаксагор стояв біля витоків афінської філософської школи, що дала світові багато знаних мислителів, які зробили визначний внесок у розвиток філософії та науки.
Стиль життя Анаксагора та простота викладу в його творі «Про природу» стали прикладом для наслідування з боку Демокріта, Емпедокла, а також наступних філософів і вчених.
Анаксагорова теорія про «насіння всіх речей» — всеєдності матерії — вплинула на формування атомізму. Теорія про те, що матерія складається з неподільних частинок, суперечила анаксагоровській концепції гомеомерій. Серед філософів елліністичного періоду особливу повагу до Анаксагора виявляв Епікур, який навіть намагався заснувати власну школу в Лампсаку — у «другій батьківщині» Анаксагора.
Організуючий космічні процеси «Розум», хоч і не є Єдиним Богом у сучасному розумінні, становить крок у напрямку до монотеїзму. Платон і Аристотель намагалися знайти в ученні Анаксагора про космічний Розум ідею творця-деміурга. Не виявивши її, вони піддали це вчення критиці. Одні ранньохристиянські автори засуджували Анаксагора за безбожництво (Єрмій Філософ), інші ж вважали його першим філософом, що передбачив ідею єдиного Бога (Іполит Римський).
Пояснення природи сонячних і місячних затемнень, навколо яких існували численні домисли й легенди, стало важливим етапом у розвитку науки. Вчення Анаксагора протиставило науку забобонам, завдало удару по авторитету жерців і провидців. На відміну від сучасників, які вважали Сонце й зорі божественними, для Анаксагора не існувало принципової різниці між Небом і Землею. Небесні світила мали земне походження: зорі — дрібне каміння, а Сонце — розжарена брила. Таким чином, у космосі не було нічого божественного чи надприродного. Послідовниками Анаксагора в цьому напрямку стали Демокрит і Епікур.
Про вплив учення Анаксагора на «батька медицини» Гіппократа свідчить одне з тверджень «Гіппократового корпусу», що майже дослівно повторює Анаксагора: «Жодна з усіх речей не зникає й не виникає, як не було цього і раніше, а те, що з'єдналося й роз'єдналося, зазнає змін».
За словами Гегеля, з появою Анаксагора у філософії «хоч ще й слабко, але починає пробиватися світло, адже початком визнається розсудок». Анаксагор став першим, хто висунув як начало не речовину, а нематеріальну сутність.
Інакше осмислив вчення Анаксагора німецький філософ Фрідріх Ніцше. Він наблизив його до філософії Геракліта про дитину, що грається. У його розумінні, Анаксагор описав «Розум», що діє не заради якоїсь високої мети, а подібно до дитини, яка грається — без спонукань і необхідності. Це сприйняття Ніцше вчення Анаксагора знайшло відображення в одному з афоризмів філософського роману «Так казав Заратустра»: «Треба ще мати в собі хаос, щоб народити танцюючу зорю».

## Пам’ять

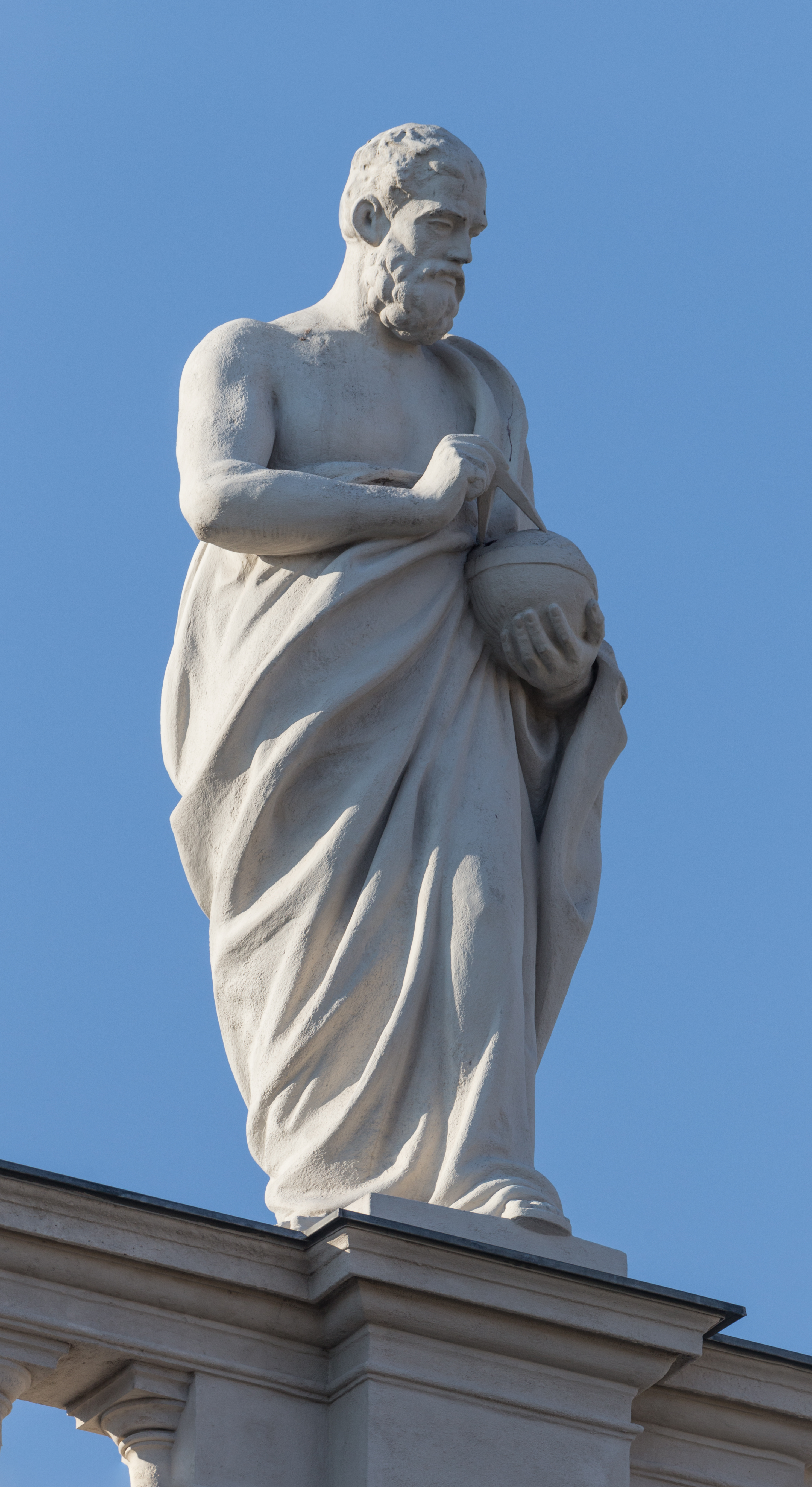
Статуя Анаксагора в Музеї природознавства у Відні

Попри те, що Анаксагора засудили за «безбожність» і змусили покинути Афіни, його твори не лише викликали зацікавлення серед афінян, але, за свідченням Платона (427—347 роки до н.е.), продавалися в книжкових крамницях. Ба більше, незнання творів Анаксагора вважалося ознакою неуцтва.
Відомі два типи монет із Клазомен, що зображують місцеві статуї Анаксагора, який був уродженцем цього міста. На першому типі (близько 100 року до н.е.) філософ сидить на колоні, з піднятою в повчальному жесті правою рукою, а ліва рука лежить на коліні. Також відомі провінціальні монети часів Римської імперії, де Анаксагор зображений таким, що однією ногою спирається на надгробок, а в руці тримає кулю.
Данте помістив Анаксагора до першого кола Пекла — Лімбу, де перебувають доброчесні язичники, поруч із відомими філософами Демокрітом, Діогеном, Фалесом, Зеноном, Емпедоклом і Гераклітом.

### Античні джерела
- Диоген Лаэртский. О жизни, учениях и изречениях знаменитых философов / Редактор тома и автор вступительной статьи А. Ф. Лосев. — второе. — Москва : Мысль, 1986. — (Философское наследие).
- Платон. Собрание сочинений в четырёх томах / Общая редакция А. Ф. Лосева, В. Ф. Асмуса, Л. Л. Τахо-Годи. Автор вступительной статьи и статей в примечаниях А. Ф. Лосев. — Москва : Мысль, 1990. — Т. 1. — (Философское наследие). — ISBN 5-244-00451-4.
- Плутарх. Сравнительные жизнеописания в двух томах / Перевод С. П. Маркиша, обработка перевода для настоящего переиздания — С. С. Аверинцева, переработка комментария — М. Л. Гаспарова.. — второе. — Москва : Наука, 1994.
- Марк Туллий Цицерон. Тускуланские беседы. Книга I // Избранные сочинения / Перевод с латинского и комментарии М. Л. Гаспарова. — Москва : Художественная литература, 1975.
- Анаксагор // Фрагменты ранних греческих философов. Часть I. От эпических космогоний до возникновения атомистики / издание подготовил А. В. Лебедев. — Москва : Наука, 1989. — С. 505—535. — 50 000 екз. — ISBN 5-02-008030-6.

### Книги
- Бергер А. К. Политическая мысль древнегреческой демократии / Ответственные редакторы А. И. Павловская, С. Л. Утченко. Утверждено к печати Учёным советом Института истории АН СССР. — Москва : Наука, 1966. — 2400 екз.
- Асмус В. Ф. Анаксагор // Античная философия. — 2-е изд. — Москва : Высшая школа, 1976. — С. 74—97. — 543 с. — 80 000 екз.
- Гатри У.К.Ч. История греческой философии. — Санкт-Петербург : Владимир Даль, 2017. — Т. 2. Досократовская традиция от Парменида до Демокрита. — С. 447—558. — 896 с. — ISBN 978-5-93615-158-3.
- Г. В. Ф. Гегель. Лекции по истории философии. — Санкт-Петербург : Наука, 1993. — Т. 1. — 10 050 екз. — ISBN 5-02-028171-9.
- Данте Алигьери. Божественная комедия. Новая Жизнь / Перевод с итальянского, вступительная статья и комментарии к «Божественной Комедии» Михаила Лозинского. — Москва : Иностранка, Азбука-Аттикус, 2019. — 768 с. — ISBN 978-5-389-06131-6.
- Маковельский А. О. Анаксагор // Досократики: Первые греческие мыслители в их творениях, в свидетельствах древности и в свете новейших исследований. — Казань : Книгоизд-во М. А. Голубева, 1919. — Т. 3 (Пифагорейцы, Анаксагор и др.). — С. 104—161. — XXXII, 226 с.
- Рассел Б. Анаксагор // История западной философии и её связи с политическими и социальными условиями от античности до наших дней. — 5-е изд. — Новосибирск : Сиб. университетское изд-во, 2007. — С. 100—102. — 992 с. — 3100 екз. — ISBN 978-5-379-00305-0.
- Рожанский И. Д. Анаксагор: У истоков античной науки. — Москва : Наука, 1972. — 320 с. — 6200 екз.
- Рожанский И. Д. Анаксагор. — Москва : Мысль, 1983. — 142 с. — (Мыслители прошлого).
- Суриков И. Е. Остракизм в Афинах / Маринович Л. П.. — Москва : Языки славянских культур, 2006. — 640 с. — 800 екз. — ISBN 5-9551-0136-5.
- Трубецкой С. Н. Анаксагор и последние натурфилософы V в. // История древней философии. — Москва : Типо-литография Т-ва И. Н. Кушнерев и Ко, 1906. — Т. 1. — С. 137—150. — 212 с.
- Cleve F. M. The Philosophy of Anaxagoras :  [англ.]. — The Hague : Martinus Nijhoff, 1973. — ISBN 978-90-247-1573-2.
- Graham D. W. . Explaining the Cosmos: the Ionian Tradition of Scientific Philosophy. — Princeton, NJ : Princeton University Press, 2006.
- Graham D. . Science Before Socrates: Parmenides, Anaxagoras, and the New Astronomy :  [англ.]. — Oxford University Press, 2013.
- Gregory A. . Ancient Greek Cosmogony. — London : Duckworth, 2007.
- Sedley D. . Creationism and Its Critics in Antiquity. — University of California Press, 2008.

### Статті
- Фаритов В. Т. Трансгрессия в античной философии: Ницше и досократики // Философская мысль. — 2016. — № 12. — С. 105—114.
- Хакимов Р. З. «Разум» как детерминирующий фактор в философской системе Анаксагора // Вестник Московского университета. Серия 7. Философия. — 1993. — № 3. — С. 56-64.
- Янков В. А. Геометрия Анаксагора // Историко-математические исследования. — Москва : Янус-К, 2003. — Вип. 8 (43). — С. 241—267.
- Янков В. А. Строение вещества в философии Анаксагора // Вопросы философии. — Москва, 2003. — № 5. — С. 135—149.

### Енциклопедії
- Рожанский И. Д. Анаксагор // Новая философская энциклопедия : в 4 т. / пред. науч.-ред. совета В. С. Стёпин. — 2-е изд., испр. и доп. — Москва : Мысль, 2010. — 2816 с.
- Колчинский И. Г., Корсунь А. А., Родригес М. Г. . Астрономы: Биографический справочник. — 2-е изд., перераб. и доп. — Киев : Наукова думка, 1986. — 512 с.
- Солопова М. А. Анаксагор // Античная философия: Энциклопедический словарь / Редакционная коллегия: П. П. Гайденко (председатель), М. А. Солопова (ответственный редактор), С. В. Месяц, А. В. Серёгин, А. А. Столяров, Ю. А. Шичалин.. — Москва : Прогресс-Традиция, 2008. — С. 108—114. — 896 с. — ISBN 5-89826-309-0.
- Храмов Ю. А. Анаксагор // Физики : Биографический справочник / Под ред. А. И. Ахиезера. — Изд. 2-е, испр. и доп. — Москва : Наука, 1983. — 400 с. — 200 000 экз.
- Curd P., Anaxagoras // The Stanford Encyclopedia of Philosophy (Fall 2011 Edition)